# Arturo Viligiardi

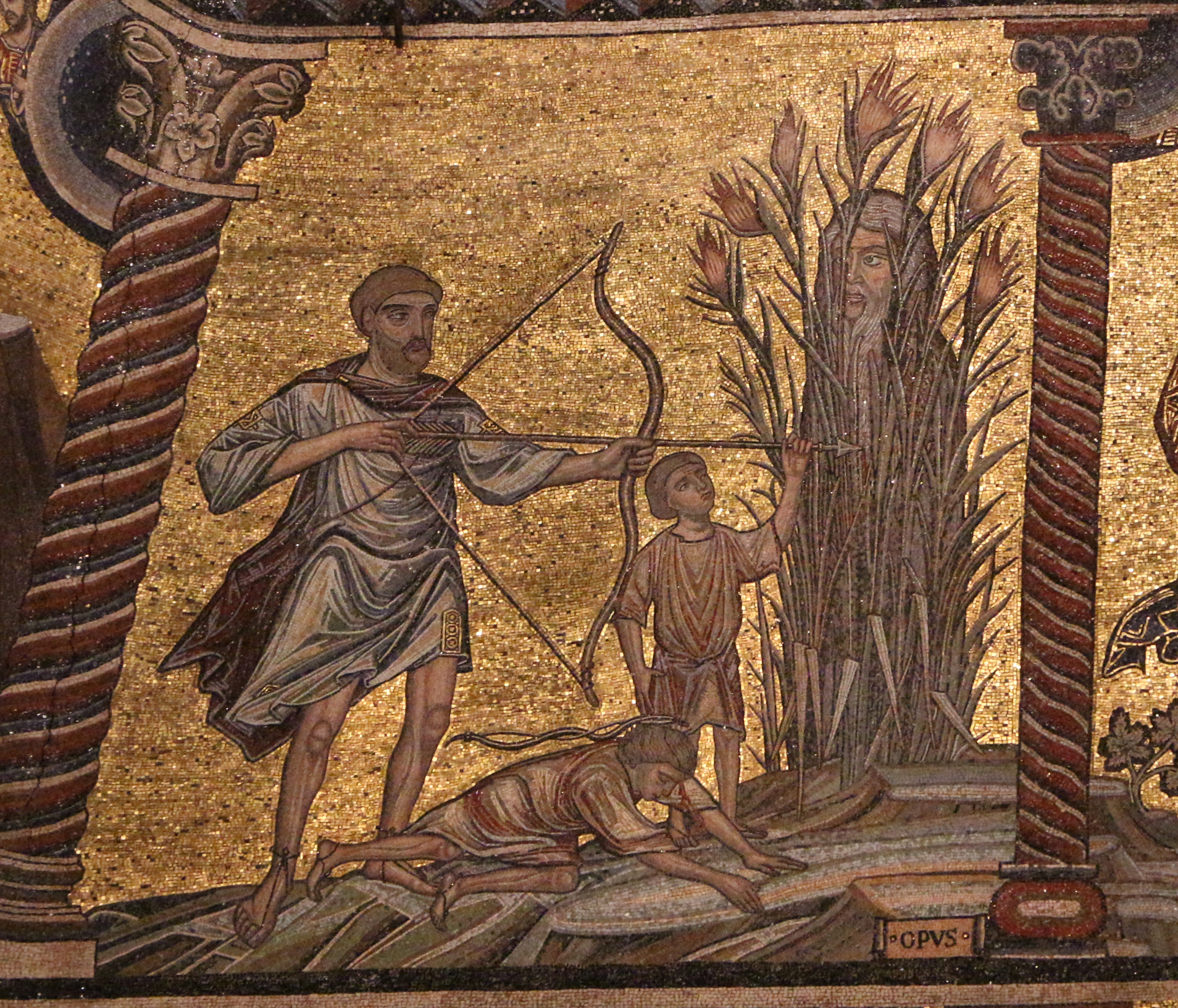
Mosaico del Battistero di Firenze, Genesi, Lamech uccide Caino e Tubalkain, rifatto da Arturo Viligiardi (1906)

Arturo Viligiardi (Siena, 27 luglio 1869 – Siena, 22 ottobre 1936) è stato un pittore, scultore, architetto e urbanista italiano.

## Biografia
Arturo Viligiardi nasce a Siena, in via dei Maestri, da Giuseppe, di professione "aggiustatore" alla ferrovia e da Giuseppina Fallani. Lo scultore Giovanni Dupré ne comprende la vocazione artistica e lo invita a frequentare i corsi serali della sua scuola di disegno alla "Società di mutuo soccorso, istruzione ed educazione della Stella", presso la Contrada Capitana dell'Onda. Nel 1882 Viligiardi segue i corsi dell'Istituto di Belle Arti di Siena ed è allievo di Luigi Mussini e di Alessandro Franchi. Il suo docente Giorgio Bandini nel 1884 lo prende come suo collaboratore, per i dipinti nel Duomo di Orvieto e poi a Napoli, dove sta decorando due sale nella villa del principe D'Ambrò. Viligiardi vince premi annuali per l'Istituto senese, per il Nudo e per il Disegno, e nel 1888 ottiene il pensionato "Biringucci", con il quadro a soggetto storico L'arresto di Corradino di Svevia ed è premiato per il dipinto a soggetto religioso La negazione di Pietro, conservato all'Istituto senese. Sono quadri di scuola storico-risorgimentale, ispirati all'arte del Franchi.

### Primi lavori
Mentre segue i corsi accademici, collabora col pittore Cesare Maccari che sta realizzando affreschi nella cupola del Santuario di Loreto e nella chiesa della Consolazione, a Genova. Nel dipinto L'adultera, del 1890, si risente la vena artistica di Maccari. Nel 1891, con il quadro Sansone prigioniero vince il concorso, bandito dal ministero della Pubblica Istruzione, per un pensionato artistico di quattro anni. Nel 1893, al concorso per la facciata del Duomo di Arezzo, presenta 39 diverse soluzioni, ma il concorso è poi annullato. Uno dei suoi disegni sarà esposto e premiato all'Esposizione Internazionale di S. Louis, del 1904.
Nella Concattedrale di San Secondiano (Duomo di Chiusi) dipinge ad affresco L'apparizione della Madonna a Santa Caterina e ne espone il cartone, insieme al dipinto La Maddalena al Calvario, nel 1894, alle "Esposizioni riunite" di Milano. Per il duomo di Chiusi sperimenta la tecnica del "finto mosaico", a carattere bizantineggiante. Lavora poi nella basilica di San Clemente al Laterano a Roma e per la chiesa di San'Agostino a Malta, nel 1896 affresca l'abside della chiesa plebana Santa Maria Assunta in Allerona, nel 1898 dipinge Santa Margherita di Alacoque in estasi davanti alla visione del Sacro Cuore.

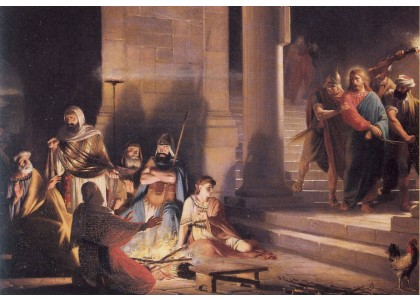
Arturo Viligiardi, La negazione di Pietro

A Napoli, per la cappella di palazzo Gianturco, dipinge su tavola una Madonna con Bambino su fondo oro e affresca le pareti con una Gloria di Angeli. Viene in contatto con la suola napoletana e dipinge nel 1895 Vita, ispirato allo stile di Francesco Paolo Michetti, oggi conservato alla Galleria nazionale d'arte moderna e contemporanea di Roma. Attratto più tardi da tematiche simboliste, semplifica la rappresentazione pittorica, concentrandosi sulle figure ed eliminando i particolari non necessari, come nei dipinti di forte intonazione religiosa, Sul Calvario e Purgatorio. In questo clima di intensa religiosità realizza la decorazione della cappella di San Lorenzo, nella basilica di San Paolo fuori le mura, a Roma e poi affreschi per il quadriportico della stessa basilica.

### Nuove commesse
Alla Esposizione Internazionale di Roma, del 1904 presenta La tentazione di Santa Caterina. L'architetto Guglielmo Calderini lo chiama a collaborare al progetto di ristrutturazione urbanistica "Roma Moderna" e alla realizzazione del palazzo di Giustizia di Roma. Nella cattedrale di Santa Maria del Fiore, a Firenze sostituisce con nuove tele, nella Tribuna di San Zanobi, dipinti antichi troppo deteriorati. Nella volta del battistero di San Giovanni, a Firenze esegue i tre riquadri a mosaico della Genesi, mancanti perché crollati quasi cento anni prima. A Roma, a via Po, costruisce per sé un villino. Nel 1909 la marchesa Chigi-Zondadari gli chiede una tela con La Flora, come decoro del soffitto di una sala a palazzo Primoli, a Roma. La Società Cultori di Architettura di Roma gli commissiona disegni su "Roma sparita". Nel 1909, all'Accademia senese di Belle Arti, occupa la nuova cattedra di "Decorazione e arredamento degli edifizi" che sembra fatta apposta per lui. Per l'Accademia Tedesca esegue lavori di architettura a Villa Massimo, a Roma.

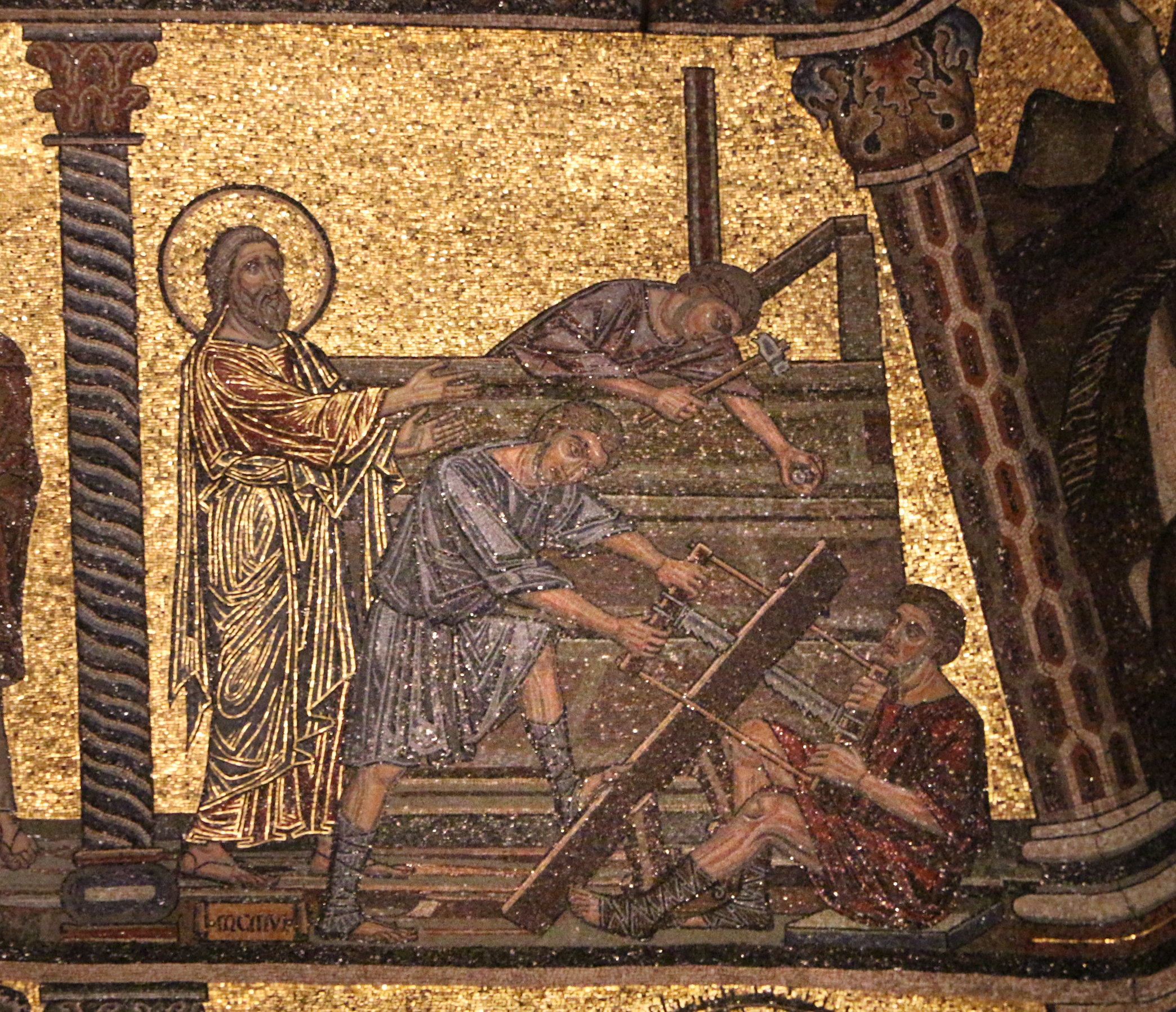
Mosaico del battistero di Firenze, Genesi, Costruzione dell'arca, rifatto da Arturo Viligiardi (1906)

Il conte Guido Chigi-Saracini lo incarica di ristrutturare il suo palazzo senese e di eseguire anche lavori decorativi per gli interni; poi gli commissiona la scultura La Riconoscenza, per la cappella del Voto, nel Duomo di Siena. Dal 1916 al 1926 è chiamato a dirigere l'Istituto di Belle Arti di Siena.

### Ultimi anni
Nel 1928 scolpisce il busto di Santa Caterina, che sarà collocato al Pincio. Si occupa di una fabbrica senese di ferri battuti artistici e costruisce la villa del conte Galeotti, a Chiusi. Nel 1930 una galleria genovese ospita una mostra riassuntiva di sue opere. Il conte Chigi-Saracini gli chiede ancora la scultura Santa Caterina. Si occupa del piano regolatore di Siena, producendo una serie di disegni. Il suo ultimo impegno è il Monumento ai caduti di Certaldo.
Opere pittoriche bozzetti, disegni, appunti sono conservati dagli eredi. La riscoperta di questo artista duttile e sensibile è dovuta alla mostra senese del 1988 Siena tra Purismo e Liberty.